# Porcellio ovespertilio
Porcellio ovespertilio is een pissebed uit de familie Porcellionidae. De wetenschappelijke naam van de soort is voor het eerst geldig gepubliceerd in 1896 door Gustav Budde-Lund.